# Liste de compositeurs morts pour la France
Cette page regroupe des compositeurs officiellement déclarés « morts pour la France ».

## Liste
- Jehan Alain (1940)
- Joseph Boulnois (1918)
- Émile Goué (1946)
- Fernand Halphen (1917)
- Maurice Jaubert (1940)
- Georges Kriéger (1914)
- Albéric Magnard (1914)
- René Vierne (1918)

## Délai de protection du droit d'auteur
En France, la durée de protection des œuvres de ces compositeurs est augmentée de 30 ans, et, le cas échéant, des prorogations liées aux guerres mondiales.
À la suite de la loi Lang 85-660 du 3 juillet 1985, ces prorogations ont été appliquées sur une durée de base de 70 ans post mortem, soit au total :
- 100 ans pour les œuvres publiées à partir du 01/01/1948,
- 108 ans et 120 jours pour les œuvres publiées du 01/01/1921 au 31/12/1947,
- 114 ans et 272 jours pour les œuvres publiées jusqu'au 31/12/1920,

cette durée partant du 1er janvier suivant le décès du compositeur.
Cependant, la codification des droits d'auteurs a ramené en 1992 le régime légal des compositeurs au cas général, où les prorogations ne sont accordées que sur une durée de base de cinquante ans.